# Александровский бал
Александровский бал — исторический интерактивный аттракцион, который иллюстрирует жизнь Липецка XIX столетия, когда город являлся популярным у русской знати курортом минеральных вод. Проект разработан Региональной общественной организацией «Клуб культурного развития «Хрустальный слон» и проходит в рамках фестиваля этнокультуры «Липецкое городище».

## Особенность проведения
Стать участником Александровского бала в Липецке может бесплатно любой желающий. Проведение бала соответствует официальному церемониалу. Он длится 2 часа (активное действие разворачивается дважды за день — в 13:00 и в 15:00) и включает в себя танцевальную программу и театрализованные действия, которые сменяют друг друга, дополняются дивертисментами. Бал сопровождает Липецкий симфонический оркестр, Лауреат Всесоюзного и международных конкурсов, художественный руководитель и дирижёр Константин Барков. Участники Клуба вовлекают зрителей в танцы, составляя пару, в которой один из партнеров умеет танцевать и подсказывает, а другой пробует и учится.
Театрализованное действие аттракциона (сценарий) основывается на исторически подлинных данных: участники клуба «Хрустальный слон» разыгрывают мизансцены из жизни курортного Липецка, написанные на основе воспоминаний липчан и тех, кто посещал Липецк в XIX веке. Зрительские места по периметру площадки и отсутствие разделителей между зрителями и артистами дают максимальный эффект присутствия публики в действии.
Не являясь настоящим балом, а будучи интерактивным историческим аттракционом, «Александровский бал» ориентирован на неподготовленное спонтанное участие и не требует соблюдения дресс-кода. Тем не менее, в его программе заявлен конкурс на лучший стилизованный костюм среди гостей.

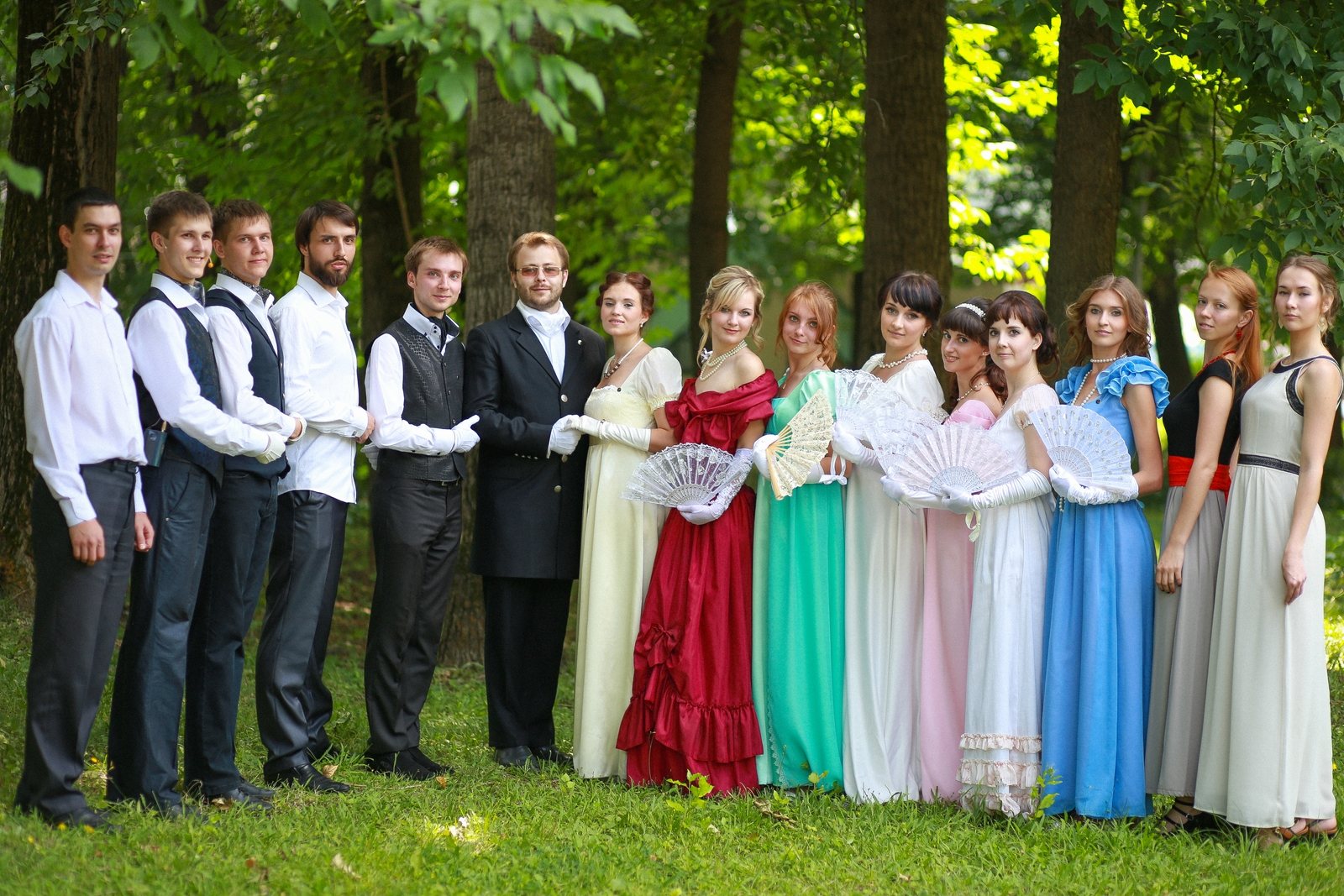
Дамы и кавалеры.

## История возникновения
В 1820 году Липецкий курорт минеральных вод посетил император Александр I. К этому событию тамбовское дворянство построило в Нижнем парке деревянную галерею, где 22 июля состоялся бал, на котором присутствовал сам император и принимал участие в танцах. В память о «высочайшем» посещении балы стали проходить ежегодно, и, по описанию современников могли соперничать со столичными:

Балы липецкие решительно ослепляют блеском, вкусом, утонченностью. Убранство залы, богатство дамских туалетов, оживленность, множество красивых женщин и пр., все это переносит вас в какую-то сферу прекрасного, вовсе не свойственную обыкновенной, провинциальной жизни. Такие балы бывают действительно только в столицах, а перед столичными липецкие имеют то преимущество, что не стесняют лишним этикетом и принужденностью.

Их посещали дамы и кавалеры соседних губерний, в честь бала в парке устраивались иллюминация и фейерверк. Масштабное для курортного города событие произошло 22 июля, в третье воскресенье месяца. В эти же дни в современном Липецке проходят торжества по случаю Дня города. В 2003 году праздничный день перенесли с конца мая на конец июля — день чествования металлургов, который по случайному совпадению приходится на знаменательную 200 лет назад дату. Таким образом, «Александровский бал в Липецке» проходит на своём историческом месте и в историческую дату.

## Возрождение традиций
Своё возрождение «Александровский бал» получил в рамках Первого межрегионального фестиваля этнокультуры «Липецкое городище», который состоялся в 2013 году в дни празднования 310-летия города Липецка на аллеях Нижнего парка. В 2013 году Александровский бал проходил 20 июля и собрал около 400 липчан
. В 2014 аттракцион 19 июля наблюдали около 2,5 тыс. липчан и гостей города, в том числе и делегации из соседних областей во главе с руководителями регионов (Курская, Орловская, Тамбовская, Ивановская и другие). Активными зрителями, пришедшими в Нижний парк специально ко времени одного из двух аттракционов стали около 1000 человек. Непосредственное участие в аттракционе приняли не менее 200 человек.

## Организаторы исторического интерактивного аттракциона
Организаторами мероприятия выступили Региональная общественная организация «Клуб культурного развития «Хрустальный слон» и студия бытовой танцевальной культуры «Ангажемент».

## Награды

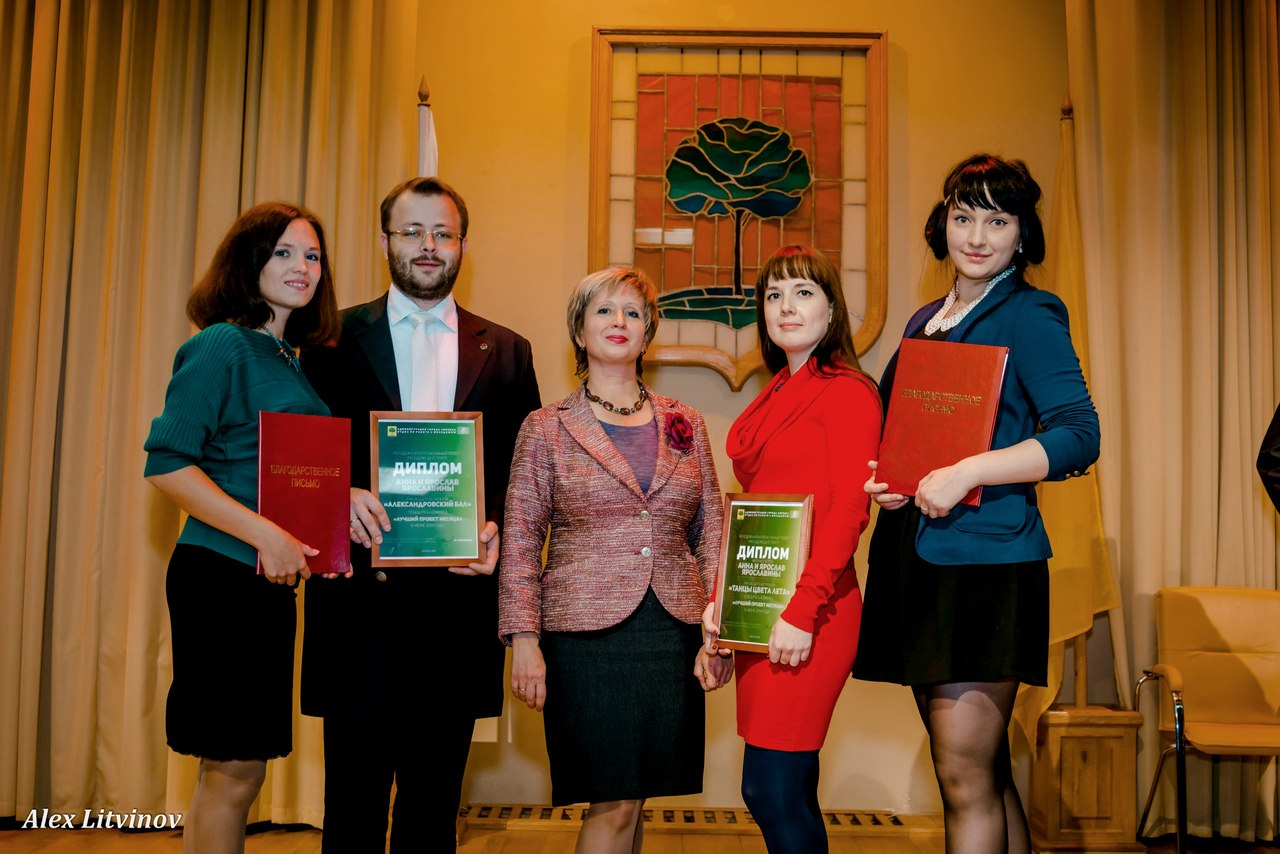
Награждение участников ККР «Хрустальный слон»

По итогам 2014 года проект «Александровский бал в Липецке» был отмечен дипломом победителя в молодёжном интерактивном конкурсе «Лучший проект года», который проводил отдел по работе с молодёжью администрации города Липецка. Кроме того, Клуб «Хрустальный слон» стал лауреатом городской премии в сфере общественных проектов «Созидание» в номинации «Лучший проект по развитию культуры».

## Фотографии исторического интерактивного аттракциона

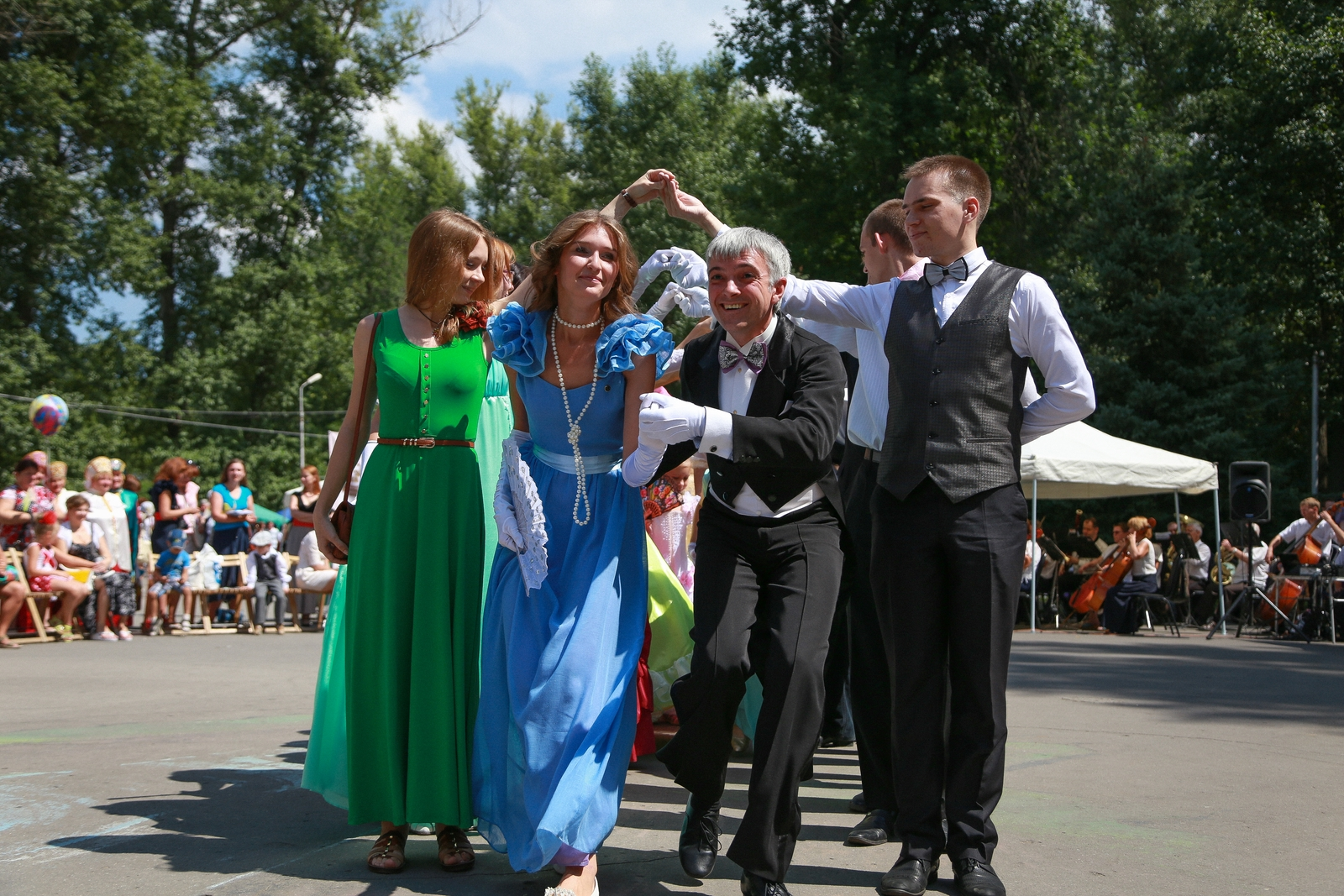
Бальная забава "Ручеек"
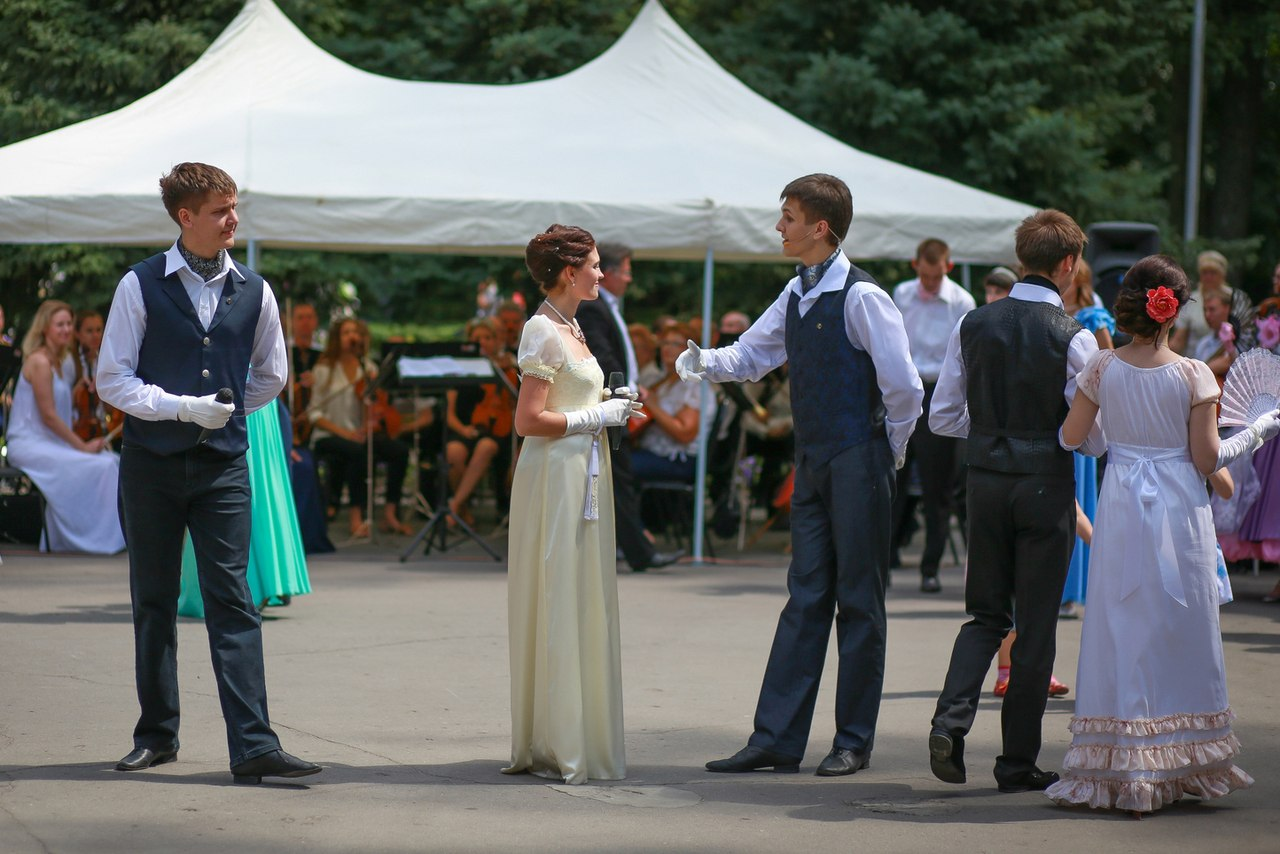
Увлекательный диалог
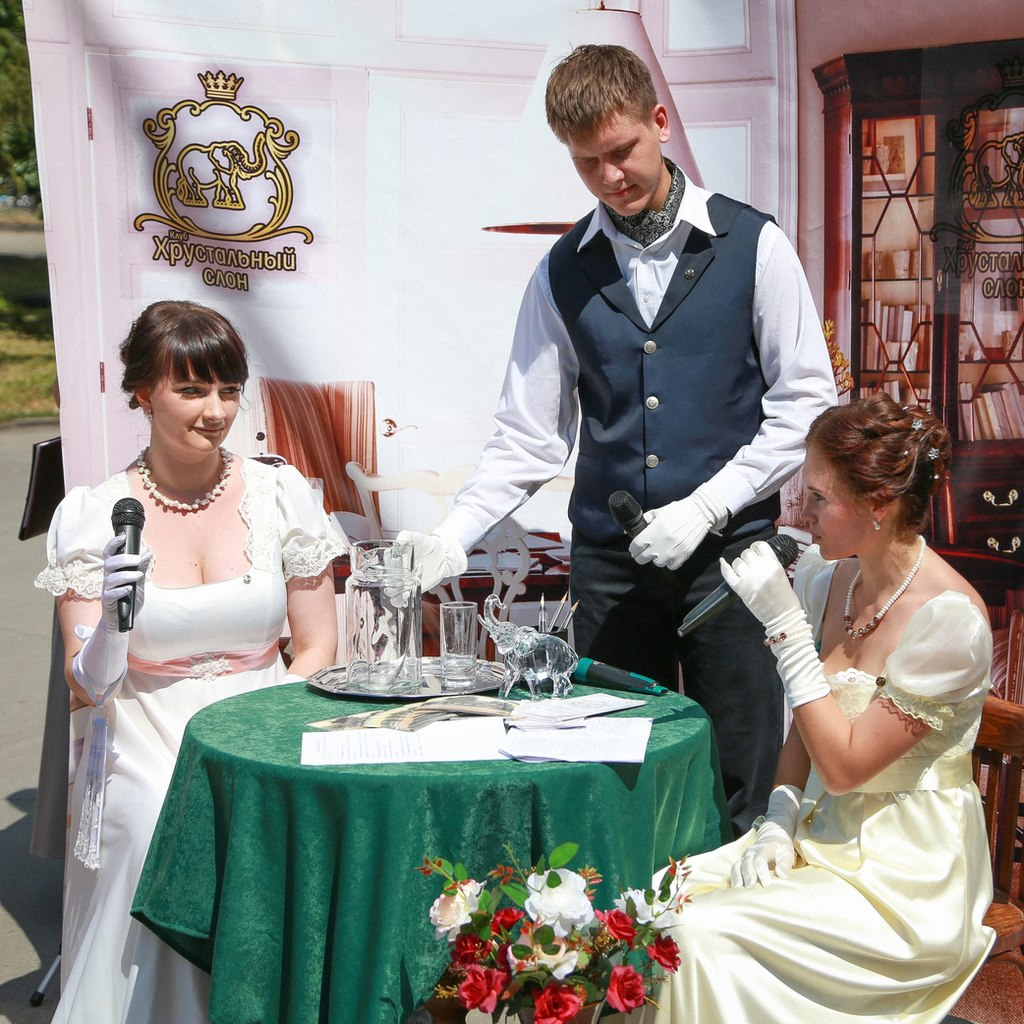
В салоне
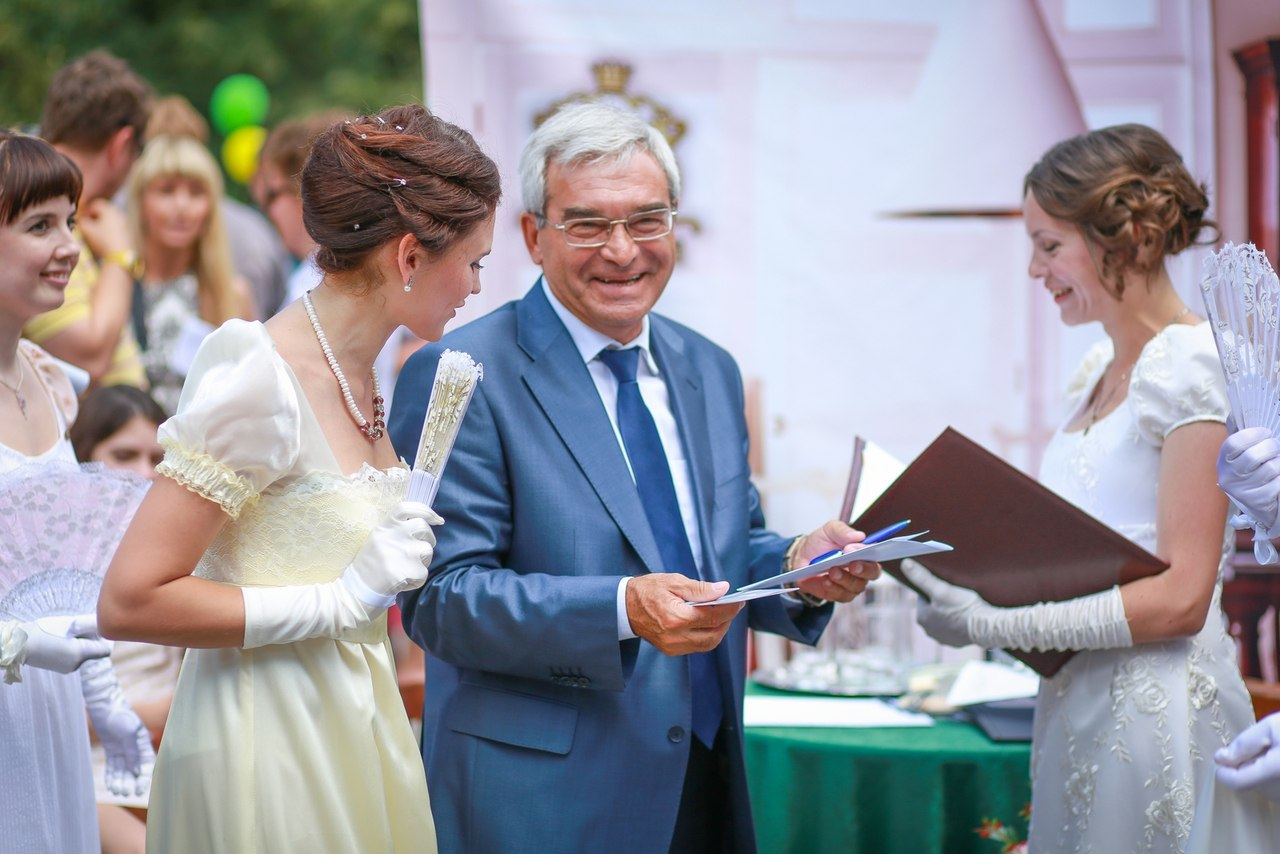
Гости бала
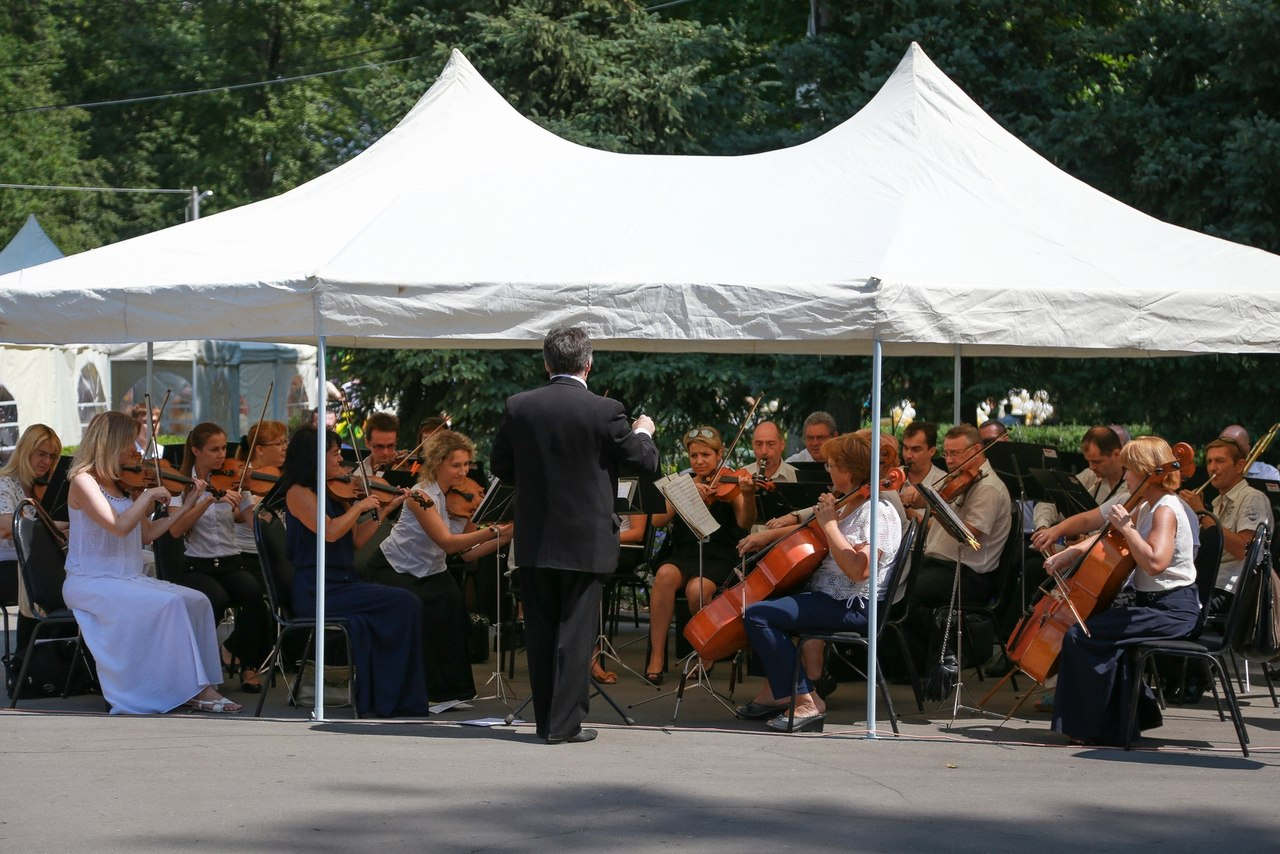
Липецкий симфонический оркестр на балу